# Direcció general d'Ordenació Pesquera i Aqüicultura
La Direcció general d'Ordenació Pesquera i Aqüicultura és un òrgan de gestió de la Secretaria General de Pesca del Ministeri d'Agricultura, Pesca i Alimentació. Fins 2016 era la Direcció general d'Ordenació Pesquera.

## Funcions
Les funcions de la Direcció general es regulen en l'article 9 del Reial decret 904/2018:
- La planificació i ordenació de la flota, inclosa la determinació de l'equilibri entre capacitat i possibilitats de pesca i els plans d'acció dels segments en desequilibri.
- La gestió i seguiment del registre dels bucs de pesca marítima, específicament el Registre General de la Flota pesquera, el Registre Oficial d'empreses Pesqueres en Països Tercers i el Registre Especial d'empreses de bucs de pesca espanyols que pesquen exclusivament en aigües extracomunitàries.
- Les relacions institucionals en matèria de formació marítima pesquera i el foment de la formació continuada dels professionals del sector. L'alta inspecció en matèria de formació.
- La gestió del Registre de Professionals del Sector Pesquer i la gestió de titulacions en el marc competencial de l'Administració General de l'Estat.
- La planificació i la gestió de les polítiques d'integració i igualtat en el sector pesquer.
- La planificació i coordinació institucional en l'àmbit de les competències del Ministeri d'Agricultura, Pesca i Alimentació dels aspectes socials de l'activitat pesquera.
- La convalidació i/o reconeixement de títols pesquers expedits per països no comunitaris, així com les relacions amb comunitats autònomes, organismes nacionals i internacionals en matèria de títols de pesca, seguretat a bord i salvament marítim en l'àmbit pesquer. L'expedició, revalidació i renovació de títols-pesquers als residents en Ceuta i Melilla i als estrangers no residents a Espanya.
- La gestió i la coordinació dels fons comunitaris destinats a la pesca, emmarcats en la Política Pesquera Comuna, la gestió de les accions estructurals dirigides a la flota pesquera, i la coordinació de les ajudes d'Estat i de mínims dirigides al sector pesquer, així com les mesures de coordinació en l'àmbit del desenvolupament local participatiu en zones pesqueres i aqüícoles.
- Exercir la funció d'autoritat de gestió del Fons Europeu Marítim i de Pesca i del Fons Europeu de la Pesca i de qualsevol altre fons que en el futur el substitueixi. La coordinació dels organismes intermedis de gestió designats.
- La planificació, coordinació i el suport a la innovació en el sector pesquer i aqüícola.
- La planificació, coordinació i el foment de la diversificació econòmica del sector pesquer i aqüícola, especialment, de la pesca-turisme.
- La planificació i gestió dels instruments de finançament per al sector pesquer, especialment de l'instrument financer del Fons Europeu Marítim i de Pesca.
- La planificació i gestió de l'estratègia de competitivitat per al sector pesquer, incloent la coordinació amb els agents financers.
- La planificació, coordinació i gestió de la política marítima integrada i de les estratègies de creixement blau i creixement verd promogudes per la Unió Europea i els organismes internacionals.
- L'elaboració, recopilació de dades econòmiques del sector pesquer, sense menyscapte de les competències del Servei d'Estadística del Ministeri d'Agricultura, Pesca i Alimentació, així com l'harmonització de dades de caràcter econòmic.
- La realització d'estudis i informes sobre els plans nacionals de la producció nacional pesquera.
- Les derivades de l'exercici de les competències en matèria d'aqüicultura assignades a la Secretaria General de Pesca i, especialment, la coordinació dels Planes nacionals d'aqüicultura, la relació amb organismes internacionals i la coordinació de la política de la Unió Europea en aquesta matèria, així com el funcionament de les Juntes Nacionals Assessores de Cultius Marins i Continentals.
- La planificació de l'activitat econòmica en matèria de comercialització i transformació dels productes de la pesca, el marisqueig i l'aqüicultura, en l'àmbit de les competències de l'Administració General de l'Estat i l'Organització Comuna dels Mercats Pesquers, així com les relacions amb els organismes internacionals competents en matèria de comerç exterior i mercats pesquers, sense perjudici de les competències d'altres departaments ministerials.
- El desenvolupament de les funcions d'orientació del mercat.
- Control de les dades de comercialització pesquera de manera que la Secretaria General de Pesca compleixi amb les obligacions derivades de la Política Pesquera Comuna i de l'Organització Comuna dels Mercats.
- La planificació, coordinació i l'impuls de la traçabilitat dels productes pesquers, de la transparència dels mercats i de la informació al consumidor, en el marc de la Política Pesquera Comuna i l'Organització Comuna dels Mercats.
- Foment de la creació i control de l'activitat d'Organitzacions de Productors Pesquers i altres entitats representatives del sector en el marc de l'Organització Comuna dels Mercats.
- Foment de l'associacionisme en l'àmbit pesquer.
- La coordinació del control oficial de la higiene de la producció primària pesquera i aqüícola, en col·laboració amb les comunitats autònomes i altres unitats i departaments amb competència en aquest control.
- El control de les dades de producció en l'activitat pesquera de manera que la Secretaria General de Pesca compleixi amb les obligacions derivades de la Política Pesquera Comuna.
- La recopilació, el tractament i verificació de la informació sobre les activitats incloses en l'àmbit de la Política Pesquera Comuna. Per a això es farà un seguiment, control i gestió de permisos temporals i autoritzacions de pesca, de les quotes i esforç de pesca, així com dels registres de control satèl·lit (VMS) i del diari electrònic (DEA).
- Les funcions d'inspecció pesquera i la coordinació dels serveis perifèrics d'inspecció, tant amb les Dependències d'inspecció de les Delegacions del Govern com amb els Serveis corresponents de les comunitats autònomes així com amb l'Armada, la Guàrdia Civil, l'Agència Europea de Control de Pesca, FRONTEX, INTERPOL i altres organismes d'àmbit internacional.
- Les derivades de la normativa de la Unió Europea com a oficina d'enllaç única encarregada de l'aplicació del Sistema d'Assistència Mútua Comunitari. També, totes les conseqüències i competències en l'aplicació del Reglament (CE) n. 1005/2008 del Consell, de 29 de setembre de 2008, pel qual s'estableix un sistema comunitari per prevenir, descoratjar i eliminar la pesca il·legal, no declarada i no reglamentada (Reglament INDNR), el control d'importacions i altres operacions especials.
- La coordinació en matèria de control integral de les activitats incloses en l'àmbit de la Política Pesquera Comuna, entre els òrgans de la Secretaria General que determini el Secretari General, amb altres òrgans del departament, d'altres departaments ministerials o de les comunitats autònomes, i també la cooperació internacional i amb tercers països en matèria de control i inspecció i lluita contra la pesca il·legal, no declarada i no reglamentada.

## Estructura
De la Direcció general depenen els següents òrgans:
- Subdirecció General de Competitivitat i Assumptes Socials.
- Subdirecció General d'Aqüicultura i Comercialització Pesquera.
- Subdirecció General de Control i Inspecció.

## Llista de directors generals
- Juan Ignacio Gandarias Serrano (2018-)[2]
- José Luis González Serrano (2017-2018) (Direcció general d'Ordenació Pesquera)[3]
- Carlos María Larrañaga Ces (2014-2017)[4]
- Andrés Hermida Trastoy (2012-2014)
- Juan Ignacio Gandarias Serrano (2008-2012)
- Rafael Jaén Vergara (1985-1991)
- Fernando González Laxe (1982-1985)
- Gonzalo Vázquez Martínez (1981-1982)